# Kenneth Vermeer
Kenneth Vermeer, né le 10 janvier 1986 à Amsterdam, est un footballeur international néerlandais jouant au poste de gardien de but au PEC Zwolle. Il fait partie du Club van 100.

## Biographie

### Parcours en club
Le 15 janvier 2020, il rejoint le Los Angeles FC en Major League Soccer.

### Parcours en sélection
Il honore sa première sélection avec l'équipe nationale des Pays-Bas le 14 novembre 2012, lors d'un match amical contre l'Allemagne. Il est titulaire et les deux équipes se neutralisent (0-0).

## Palmarès

### En club
Ajax Amsterdam
- Champion des Pays-Bas en 2011, 2012, 2013 et 2014.

 Feyenoord Rotterdam
- Vainqueur de la Coupe des Pays-Bas en 2016.
- Champion des Pays-Bas en 2017.

### En sélection
Pays-Bas espoirs
- Vainqueur de l'Euro Espoirs en 2006, 2007